# تاج (فلم)
تاج فيلم كوميدي مصري من إنتاج سنة 2023، الفيلم من إخراج سارة وفيق، وتأليف تامر حسني، وإنتاج تي اتش موفي برودكشن، الفيلم من بطولة تامر حسني، ودينا الشربيني، وهالة فاخر، وعمرو عبد الجليل، وساندي، وطرح الفيلم بدور العرض السينمائية في مصر بتاريخ 28 يونيو 2023. والفيلم من أفلام عيد الأضحى 1444 هـ.

## القصة
تدور أحداث الفيلم حول حياة التوأم تاج وهارون، اللذان يمران بالعديد من الأزمات، ومع امتلاكهما لقدرات خارقة، تتسبب في وقوع العديد من المفارقات لهما.

## إيرادات الفيلم
حقق مجموع إيرادات وصل لـ45 مليون جنيه و310 الف جنيه مصري خلال مدة وصلت لـ11 أسبوع منذ عيد الأضحي

## روابط خارجية
- مقالات تستعمل روابط فنية بلا صلة مع ويكي بيانات